# Das Baumwollkontor in New Orleans

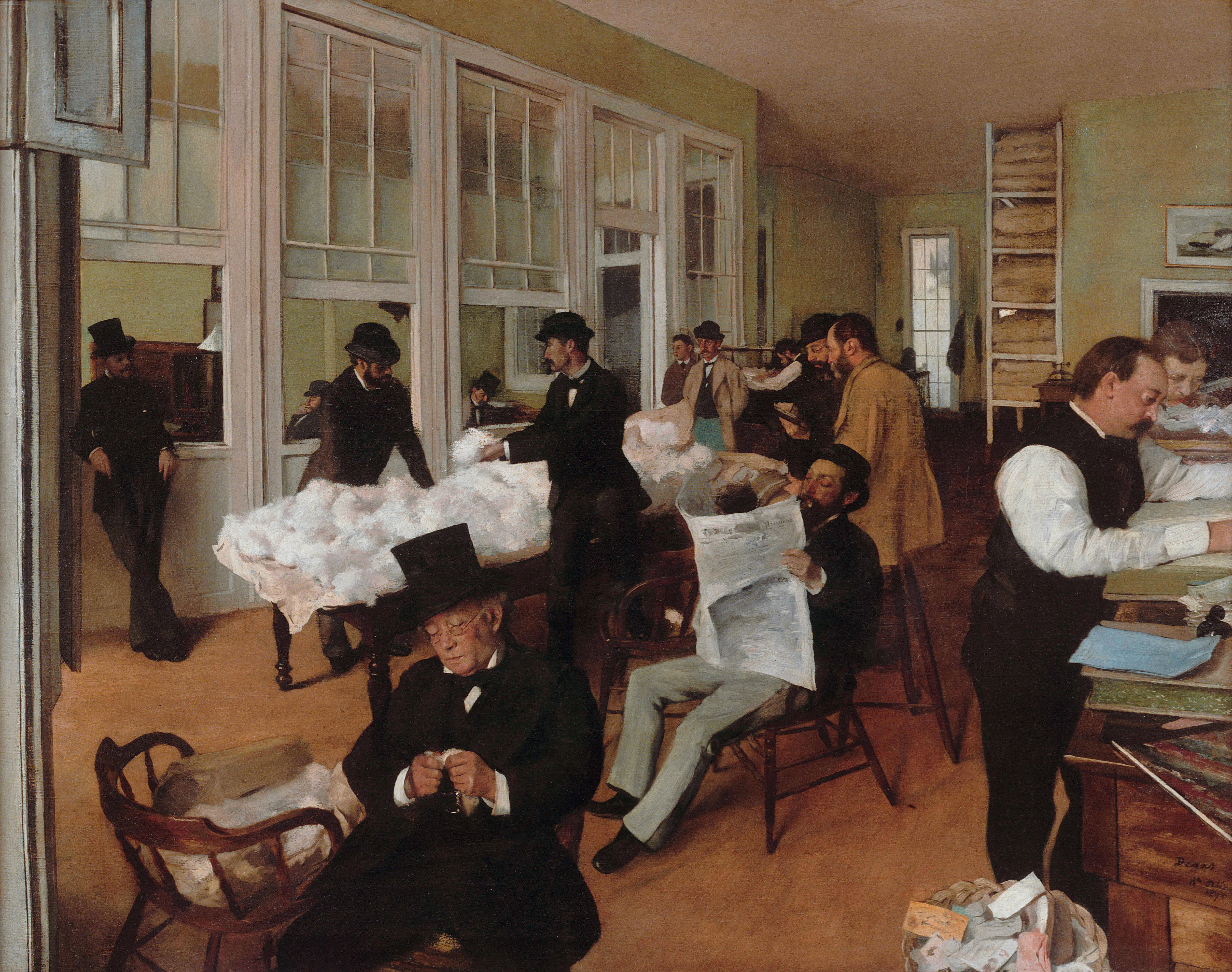
Das Baumwollkontor in New Orleans
Edgar Degas, 1873
73 × 92 cm
Öl auf Leinwand
Musée des beaux-arts de Pau, Pau

Das Baumwollkontor in New Orleans (französisch Le bureau de coton à la Nouvelle-Orléans) ist ein Gemälde des französischen Malers Edgar Degas. Das in Öl auf Leinwand gemalte Bild hat eine Höhe von 73 cm und eine Breite von 92 cm. Degas schuf das Bild 1873 während eines Aufenthaltes bei Verwandten in New Orleans. Es zeigt ein Gruppenbild mit Händlern und Kunden im Baumwollhandelsunternehmen seines Onkels. Das detailreich ausgeführte Interieurbild ist im Stil des Realismus gemalt und zählt zu Degas’ bekanntesten Bildern. Das Musée des beaux-arts de Pau erwarb das Gemälde bereits 1878, wenige Jahre nach der Entstehung. Es war damit das erste Werk des Malers, das in eine öffentliche Sammlung gelangte.

## Bildbeschreibung
Das Gemälde Das Baumwollkontor in New Orleans ist eine „vielfigurige und komplex arrangierte Komposition“. Degas zeigt in diesem Bild das Büro des Baumwollhandelsunternehmens Musson, Livaudais, Prestidge and Co. in New Orleans. In extremer Weitwinkelperspektive geht der Blick in einen Raum mit zurückweichenden Boden, wobei der Fluchtpunkt in der schmalen Glastür der gegenüberliegenden Wand liegt. Im Raum sind mehrere männliche Personen um einen Tisch mit ausgebreiteter Baumwolle gruppiert. Durch eine vom linken Rand in das Bild ragende Zwischenwand mit großer weißer Fensterfront geht der Blick in ein benachbartes Büro, in dem zwei weitere Personen sitzen. Der Raum im Vordergrund ist mit wenigen Möbelstücken eingerichtet. Neben dem zentralen Tisch und verschiedenen Stühlen und Hockern, gibt es am rechten Bildrand ein Stehpult, neben der Glastür an der Rückwand ein bis zur Decke reichendes und mit Paketen gefülltes schmales Regal und am rechten Bildrand ein über dem Kamin hängendes Marinebild.
Dem Kunsthistoriker John Rewald gelang es, annähernd die Hälfte der im Raum versammelten 14 Personen zu identifizieren. In der Bildmitte sitzt seitlich vor dem Tisch Degas’ Bruder René in einem Stuhl. Er hält die aufgeschlagene Zeitung The Daily Picayune in den Händen und ist mit deren Lektüre beschäftigt. Der Bruder Achille de Gas ist am linken Bildrand mit voreinander gekreuzten Beinen an die Fensterwand zum benachbarten Büro gelehnt. Die Ellbogen sind nach hinten auf einen Fensterrahmen gestützt, während seine Hände vorn tatenlos in der Luft hängen. Sein Blick richtet sich zum Geschehen in der Mitte des Raumes. Beide Brüder sind weder Angestellte noch Kunden des Kontors und gehören nicht zum geschäftigen Treiben. Ihr Nichtstun oder entspanntes Zeitunglesen unterstreicht ihre Rolle als unbeteiligte Besucher.
Im Vordergrund sitzt Degas’ Onkel Michel Musson. Seine Beine sind im Bereich der Knie vom unteren Bildrand abgeschnitten. Mit leicht nach rechts geneigten Kopf schaut er durch seine Brille prüfend auf ein Baumwollmuster zwischen seinen Fingern. Zwischen ihm und dem linken Bildrand steht ein brauner Holzstuhl mit geschwungener Arm- und Rückenlehne, auf dem weitere Baumwolle als Warenmuster liegt. An der rechten Bildseite steht an einem Schreibpult der für die Bilanzen zuständige Teilhaber John E. Livaudais. Er hat – für einen Buchhalter kennzeichnend – seine Jacke ausgezogen, sodass die weißen Hemdsärmel sich deutlich von der dunklen Weste absetzen. In ähnlicher Weise sind eine unbekannte Person direkt hinter ihm und eine weitere Person im Bildhintergrund in der Mitte als Buchhalter erkennbar. Livaudais hat die Arme auf das Pult gelegt und blickt auf die schriftlichen Aufzeichnungen vor ihm. Zu seiner Rechten befinden sich weitere Papiere, ein Tintenfass und ein dickes Buch. Von seiner Arbeit zeugt außerdem ein geflochtener Korb, der mit weggeworfenen Papieren gefüllt ist. An der Seite des Stehpultes steht auf dem Holz die Signatur „Degas Nle Orléans 1873“. Der dritte Teilhaber des Unternehmens, der Engländer James S. Prestidge, sitzt rechts von der Bildmitte an der Ecke des großen Tisches auf einem hohen Hocker. Er trägt ein beigefarbenes Jackett und hat einen Vollbart. Neben ihm steht ein unbekannter Mann der ebenfalls einen Vollbart trägt. Beide blicken in ein Notizbuch, in das der unbekannte Mann etwas einzutragen scheint. In der Bildmitte hat sich Mussons Schwiegersohn William Bell auf die Tischkante gesetzt. Mit zu rechten Seite gedrehtem Oberkörper hält er ein Büschel Baumwolle in den Händen und präsentiert es einem unbekannten Kunden, der ihm gegenüber mit aufgestützten Händen hinter dem Tisch steht. Hinzu kommen zwei stehende Personen am Ende des Tisches nahe dem Buchhalter in der Bildmitte, die in abwartender oder beobachtender Pose auf das Geschehen blicken und die beiden bereits erwähnten Personen, die im Nachbarraum sitzen.
Edgar Degas zeigt in diesem „ehrgeiziges Gruppenporträt“ neben seinen Brüdern eine Reihe von mehr oder weniger beschäftigte Personen, die als Käufer oder Händler von Baumwolle auszumachen sind. In der vorbereitenden Skizze Baumwollhändler in New Orleans (Fogg Art Museum, Cambridge (Massachusetts)) hatte Degas zunächst einen kleinen Bildausschnitt mit drei Personen gewählt, bei dem der Tisch mit der ausgebreiteten Baumwolle in Nahsicht wesentlich mehr Raum einnimmt. Diese Skizze weist die für Degas’ späteres Werk typische impressionistischer Malweise mit einer lockeren Malweise auf. In der endgültigen Gemäldefassung zeigt er stattdessen eine Feinmalerei, die sich an der zeitgenössischen Kunst des Realismus orientiert. Mit seinen wiederholten Akzenten in Weiß und Schwarz bei der Darstellung der Personen und anderer Details erinnert das Gemälde an niederländische Vorbilder des Barock. So finden sich schwarz gekleideten Männer an einem Tisch etwa in den Gemälden Gruppenbild der Regenten des St.-Elisabeth-Hospitals in Haarlem (Frans Hals Museum, Haarlem) von Frans Hals oder Die Vorsteher der Tuchmacherzunft (Rijksmuseum Amsterdam) von Rembrandt van Rijn.

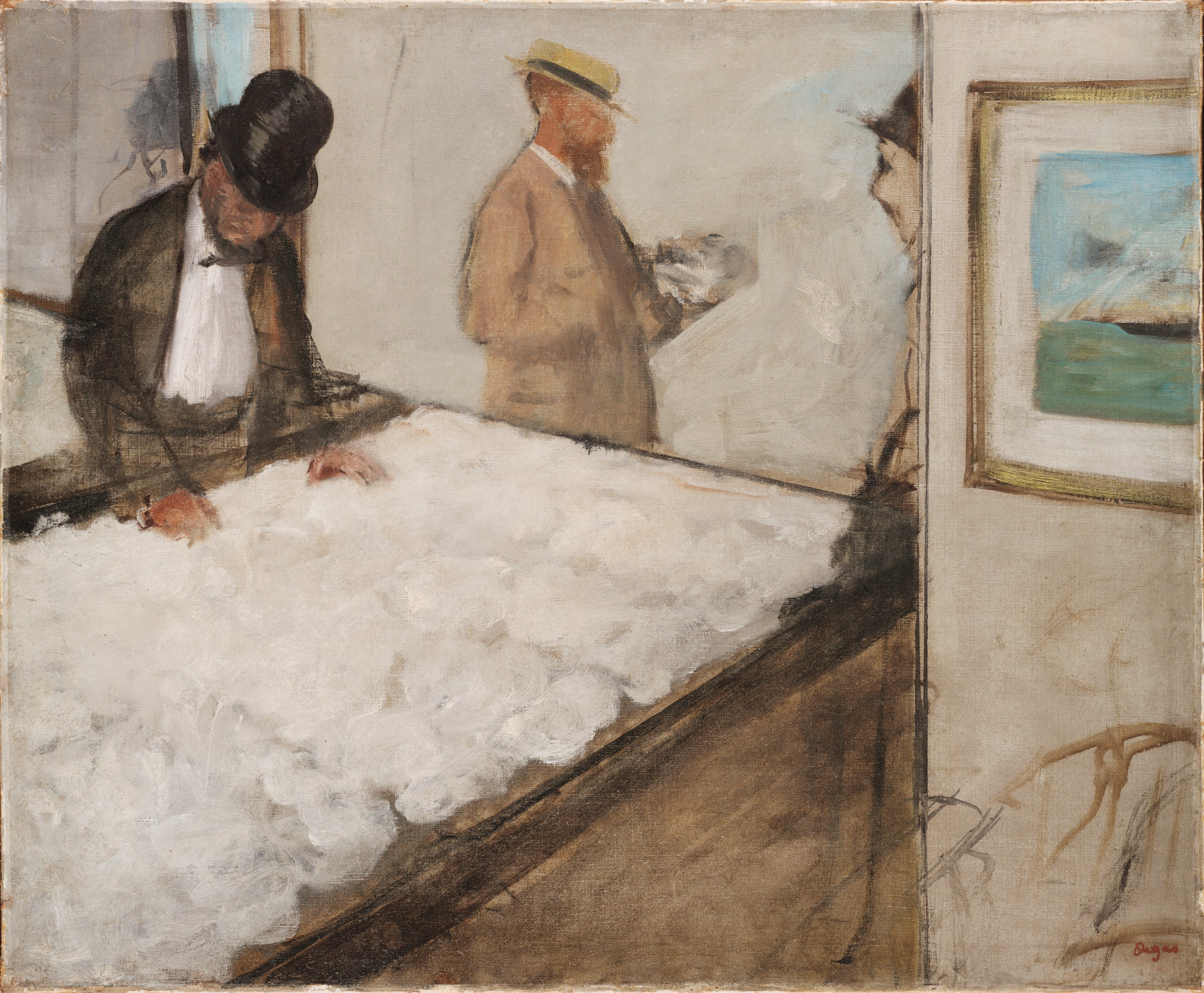
Edgar Degas: Baumwollhändler in New Orleans, 1873
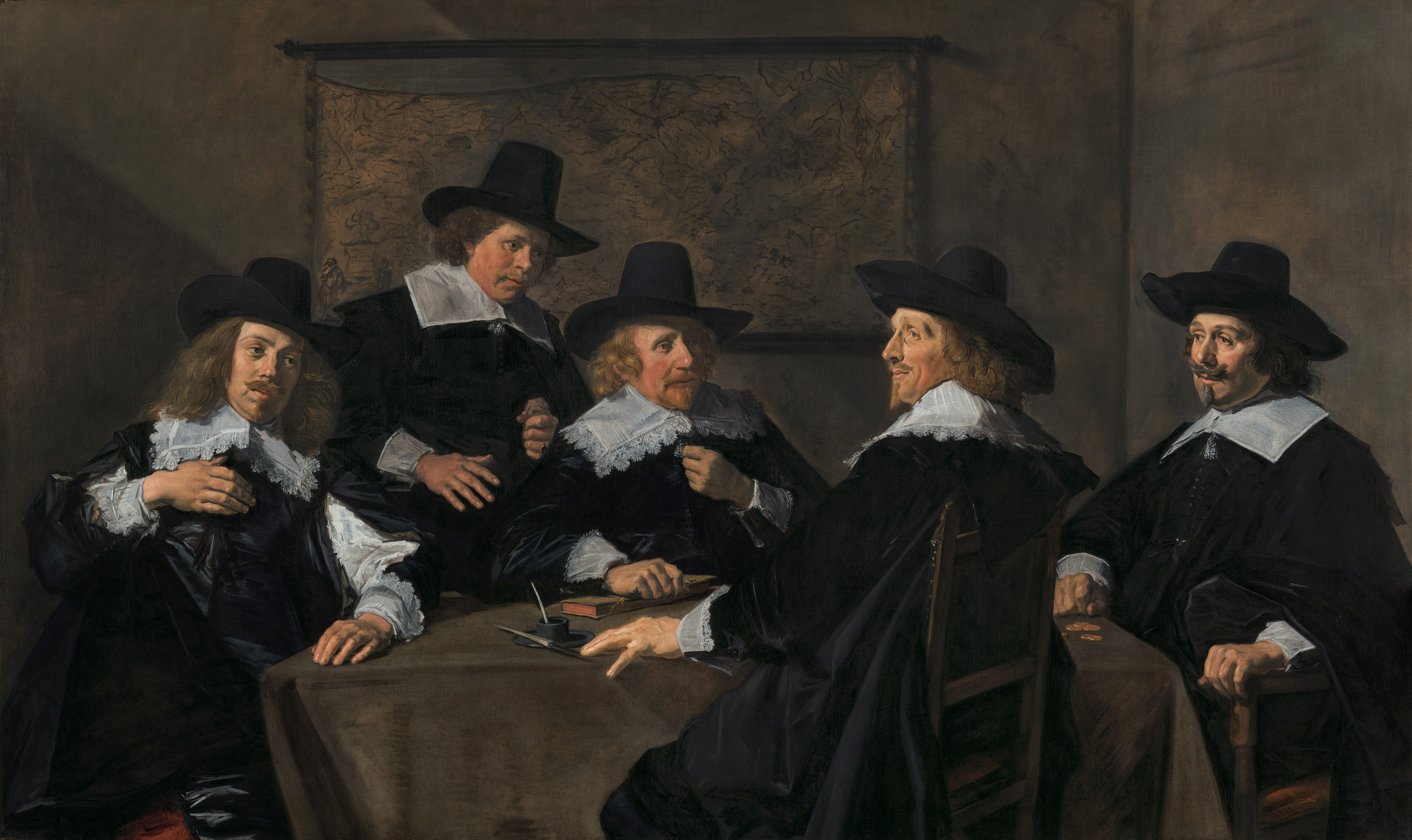
Frans Hals: Gruppenbild der Regenten des St.-Elisabeth-Hospitals in Haarlem, 1641
Rembrandt van Rijn: Die Vorsteher der Tuchmacherzunft, 1662

## Degas’ Besuch bei der Familie in New Orleans
Edgar Degas hatte familiäre Wurzeln in New Orleans. Seine Mutter Célestine de Gas, geborene Musson, stammte von dort und der Großvater Germain Musson war in Louisiana mit dem Baumwollhandel zu Wohlstand gekommen. René de Gas, der Bruder des Malers, lebte seit 1865 in New Orleans und hatte 1869 seine amerikanische Cousine Estelle Musson geheiratet. Auch der Bruder Achille de Gas war Ende der 1860er Jahre nach Louisiana gezogen. Beide Brüder betrieben in New Orleans das Weinhandelsunternehmen De Gas Frères, Importers of Wine.
Bei einem Besuch von René de Gas 1872 in Paris, entschloss sich Edgar Degas den Bruder auf dem Rückweg nach New Orleans zu begleiten. Beide schifften sich am 2. November 1872 von Liverpool aus nach New York ein. Nach zwölf Tagen Seereise und weiteren 30 Stunden Bahnfahrt erreichten sie Ende November New Orleans. Edgar Degas hat während seines Aufenthaltes eine Reihe von Briefen nach Frankreich gesandt, aus denen hervorgeht, wie sehr er sich über das Treffen mit Familienangehörigen gefreut hatte. Gleichzeitig beklagte er das feuchtheiße Klima, das blendende Licht und die kulturelle Einöde in New Orleans. Dennoch blieb er mehrere Monate in der Stadt und kehrte erst Ende März 1873 nach Frankreich zurück. In der Zeit seines Aufenthaltes schuf er zahlreiche Porträts von Familienangehörigen. Das Hauptwerk unter diesen Bildnissen ist das Gemälde Das Baumwollkontor in New Orleans, das zwar auch Personen außerhalb der Verwandtschaft zeigt, aber mit der Reihe der dargestellten Angehörigen dennoch als Familienporträt gelten kann.
Noch während Degas’ Aufenthalt in New Orleans musste sein Onkel Michel Musson die Auflösung des Unternehmens Musson, Livaudais, Prestidge and Co. in der Zeitung Daily Picayune bekanntgeben. Ein Exemplar dieser Zeitung hält Degas’ Bruder René im Gemälde Das Baumwollkontor in New Orleans in den Händen. Die Autorin Marylin Ruth Brown vermutet, die aufgeschlagene Zeitung in der Bildmitte des Gemäldes könnte möglicherweise ein Hinweis auf den Bankrott des Unternehmens sein. Auch die im Bild sichtbare Abkehr der drei Geschäftspartner voneinander, kann als ein Indiz auf den Konkurs des Unternehmens gelesen werden. Es bleibt jedoch unklar, ob Degas tatsächlich die Absicht hatte, dem Bild solch eine Bedeutung zu geben, oder ob die genannten Details lediglich der Bildkomposition geschuldet sind.

## Provenienz
Noch während seines Aufenthaltes in New Orleans schrieb Degas am 18. Februar 1873 in einem Brief an seinen Malerkollegen James Tissot, er habe das Bild Das Baumwollkontor in New Orleans gezielt für den englischen Markt gemalt und sein dortiger Kunsthändler Thomas Agnew solle das Gemälde an einen Textilunternehmer aus Manchester verkaufen. Degas dachte hierbei insbesondere an den Spinnereibesitzer William Cottrill, der jedoch seine Kunstsammlung aus wirtschaftlichen Gründen im April 1873 verkaufen musste. Degas fand die nächsten Jahre zunächst keinen Käufer für das Gemälde und präsentierte es 1876 erstmals der Öffentlichkeit, als es in Paris in der zweiten Gruppenausstellung der französischen Impressionisten zu sehen war. Hier erhielt es überwiegend gute Kritiken. Seine Versuche das Bild zu verkaufen, scheiterten jedoch zunächst. 1878 stellte er das Gemälde im Salon der Societé des Amis des Arts de Pau (Vereinigung der Kunstfreunde in Pau) aus. Diese jährlich stattfindende Ausstellung wurde vom 15. Januar bis 15. März 1878 im Musée des beaux-arts de Pau gezeigt. Alphonse Cherfils, ein aus Pau stammender Freund von Degas, verhandelte anschließend mit Charles Lecoeur, dem Kurator des Museums, über den Ankauf des Bildes. Degas, der ursprünglich 5.000 Franc erwartet hatte, ließ sich schließlich auf 2.000 Franc herunterhandeln. Der Ankauf erfolgte mit finanziellen Mittel aus dem Vermächtnis Noulibos. Wie aus einem Brief an Lecoeur hervorgeht, zeigte sich Degas über den ersten Erwerb eines seiner Bilder durch ein Museum sehr erfreut.